# Jan A. Johansson
Jan Arne Johansson, född 20 februari 1951 i Gamleby församling, Kalmar län, död 28 november 2016 i Aggarp, var en svensk tidningsman .
Johansson blev filosofie kandidat 1973, var medarbetare i Motala Tidning 1975–76, i Länstidningen Östergötland 1976–78, i Skånska Dagbladet sedan 1978, chefredaktör och ansvarig utgivare där 1986–2012. Han har skrivit Birger Sjöberg-studien Den inre rörelsen publicerad i Birger Sjöberg-sällskapets årsbok 1975.